# Mansión Leland Stanford
La Mansión Leland Stanford, a menudo conocida simplemente como la Mansión Stanford, es una mansión histórica y un Parque Estatal de California ubicado en la ciudad de Sacramento, en el estado de California (Estados Unidos). Sirve como centro de recepción oficial para el gobierno de California y como uno de los lugares de trabajo oficiales del gobernador de California.
Construida en 1856,  fue la residencia de Leland Stanford, octavo gobernador de California y fundador de la  Universidad Stanford . La familia Stanford donó la propiedad a la Diócesis de Sacramento en 1900, que la usó como un hogar para niños hasta 1978. Posteriormente, el gobierno de California compró la propiedad para que sirviera como centro de recepción ceremonial estatal y como el Parque Histórico Estatal Leland Stanford Mansion.

## Historia

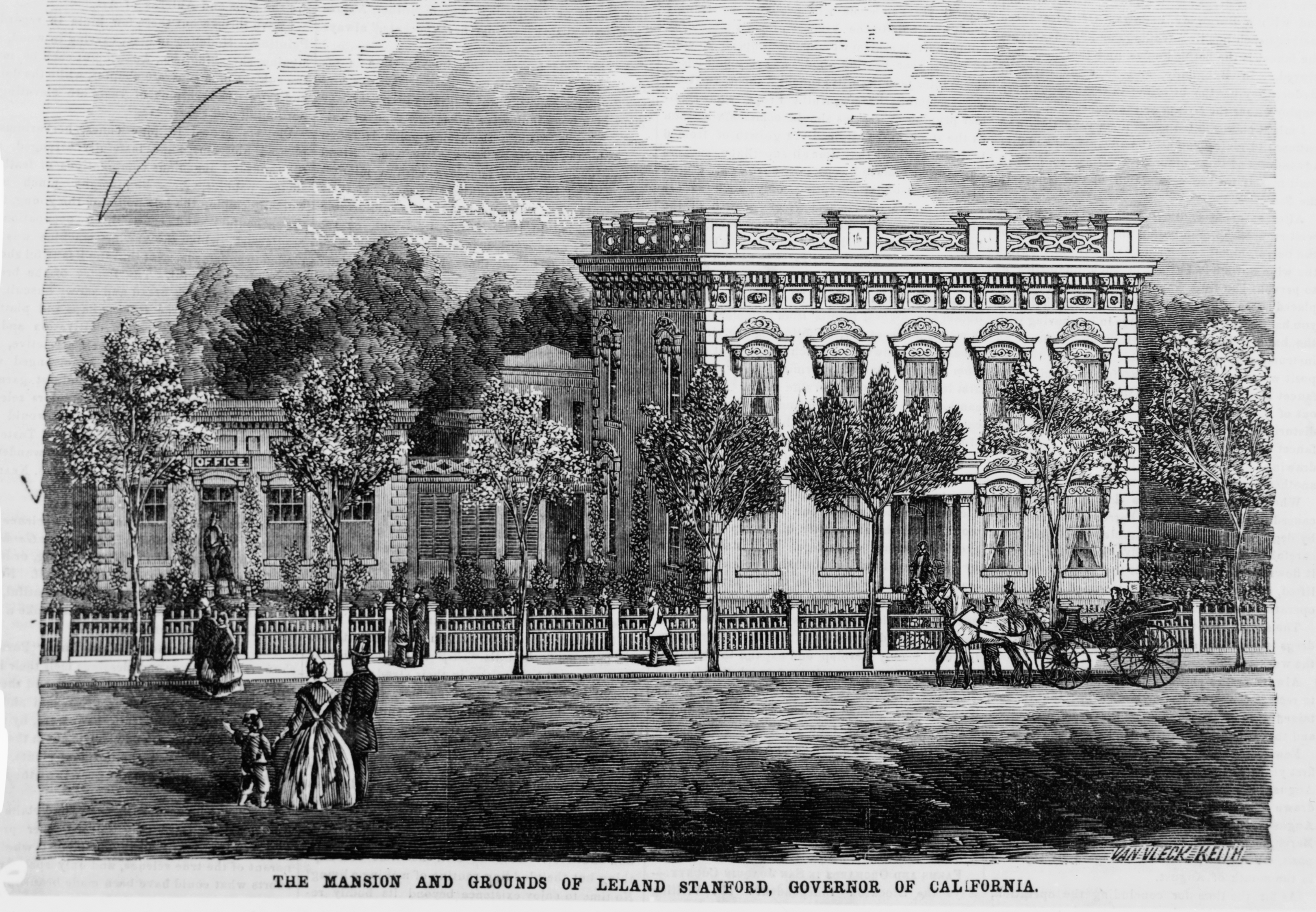
Grabado de la mansión en 1862.

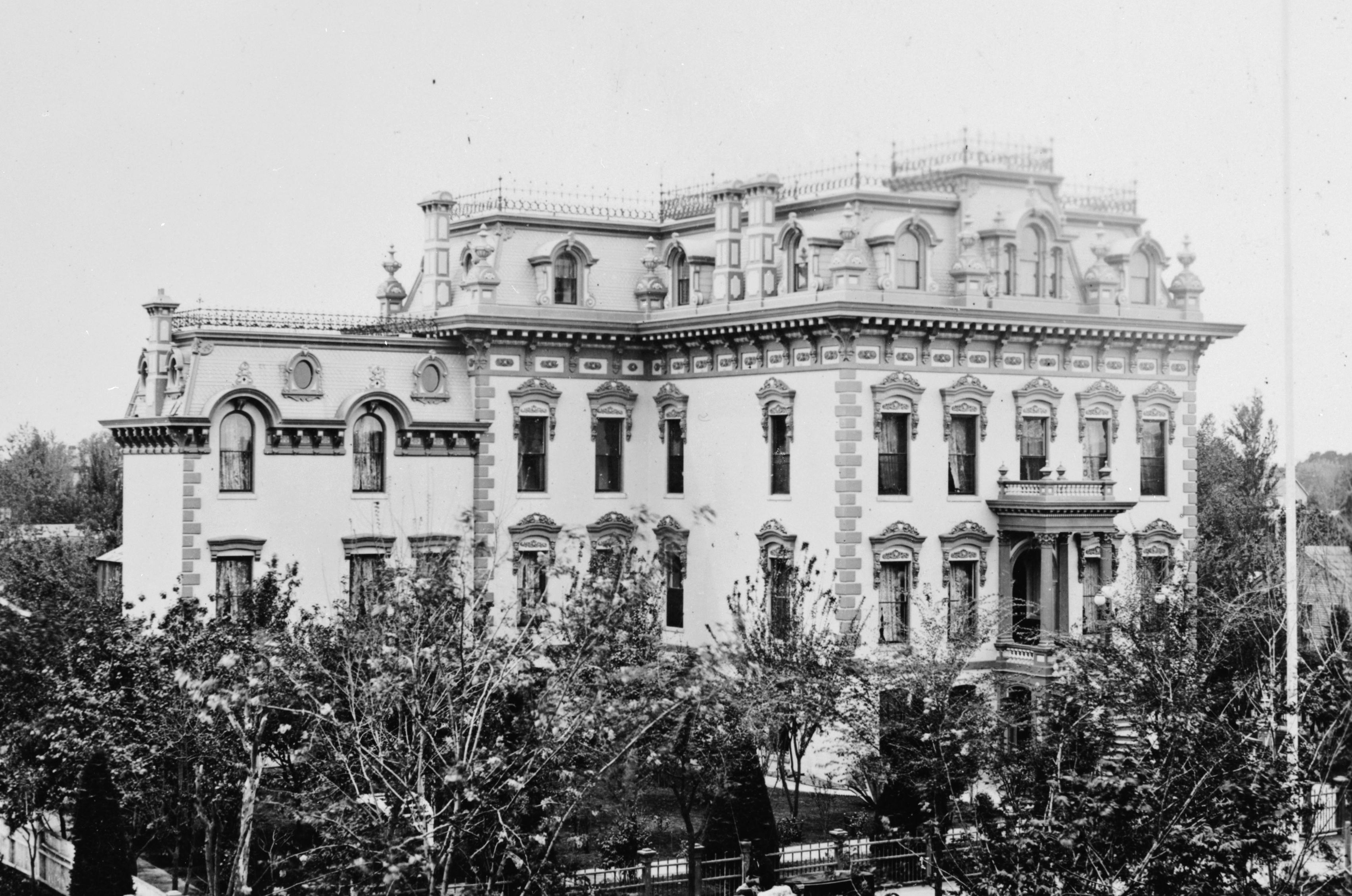
La mansión en 1872.

El propietario y constructor original de la casa fue Shelton C. Fogus, un rico comerciante de edificios de Sacramento. La arquitectura neorrenacentista de la casa original se atribuye a Seth Babson, quien más tarde diseñó la residencia EB Crocker y la galería de arte que ahora forman parte del Museo de Arte Crocker.

### Familia de Stanford
Leland Stanford, presidente de Central Pacific Railroad (uno de los cuatro grandes magnates) y miembro en ascenso del Partido Republicano, compró la casa por 8000 dólares (228 000 dólares de 2019) en junio de 1861, poco antes de su elección como gobernador de California ese año. Durante sus dos años de gobernador, la Mansión de Stanford sirvió como oficina ejecutiva del estado y vivienda. Los gobernadores sucesivos Frederick Low y Henry Huntly Haight también harían de la mansión su oficina.
Entre 1871 y 1872, la familia Stanford se embarcó en una ambiciosa remodelación de la residencia. Como Stanford tuvo que asistir a su investidura de gobernador en un bote de remos en 1862, la casa se elevó tres metros y medio en respuesta a las frecuentes inundaciones del río Sacramento. Además, se agregó un piso a la parte inferior y superior de la mansión. La casa también se amplió de 370 m² a 1800 m², y fue rediseñada para reflejar la arquitectura del Segundo Imperio francés popular de la época, particularmente en el techo de la mansarda del cuarto piso. El resultado fue un sándwich arquitectónico remodelado de cuatro pisos en el que la casa original de dos pisos se encontraba entre los pisos agregados.
Tras la muerte de Stanford en 1893, su viuda Jane Lathrop Stanford continuó supervisando la casa.

### Propiedad de la Diócesis de Sacramento

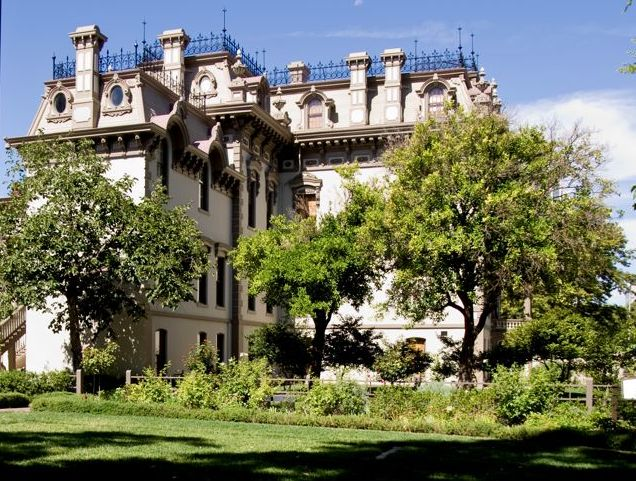
Vista desde los jardines de la mansión.

En 1900, Jane Stanford donó la casa a la Diócesis de Sacramento para que la usaran los niños de California. Se le dio a las Hermanas de la Misericordia que lo dirigían como un orfanato llamado Stanford and Lathrop Memorial Home for Friendless Children.
En 1932, la casa fue entregada a las Hermanas del Servicio Social, quienes eventualmente transformaron la mansión de un orfanato a una residencia para niñas dependientes de la escuela secundaria. Un incendio en la mansión en 1940 provocó daños considerables en el cuarto piso.
La mansión fue designada Monumento Histórico de California en 1957  y Monumento Histórico Nacional en 1987.

### Casa de recepción oficial y parque estatal

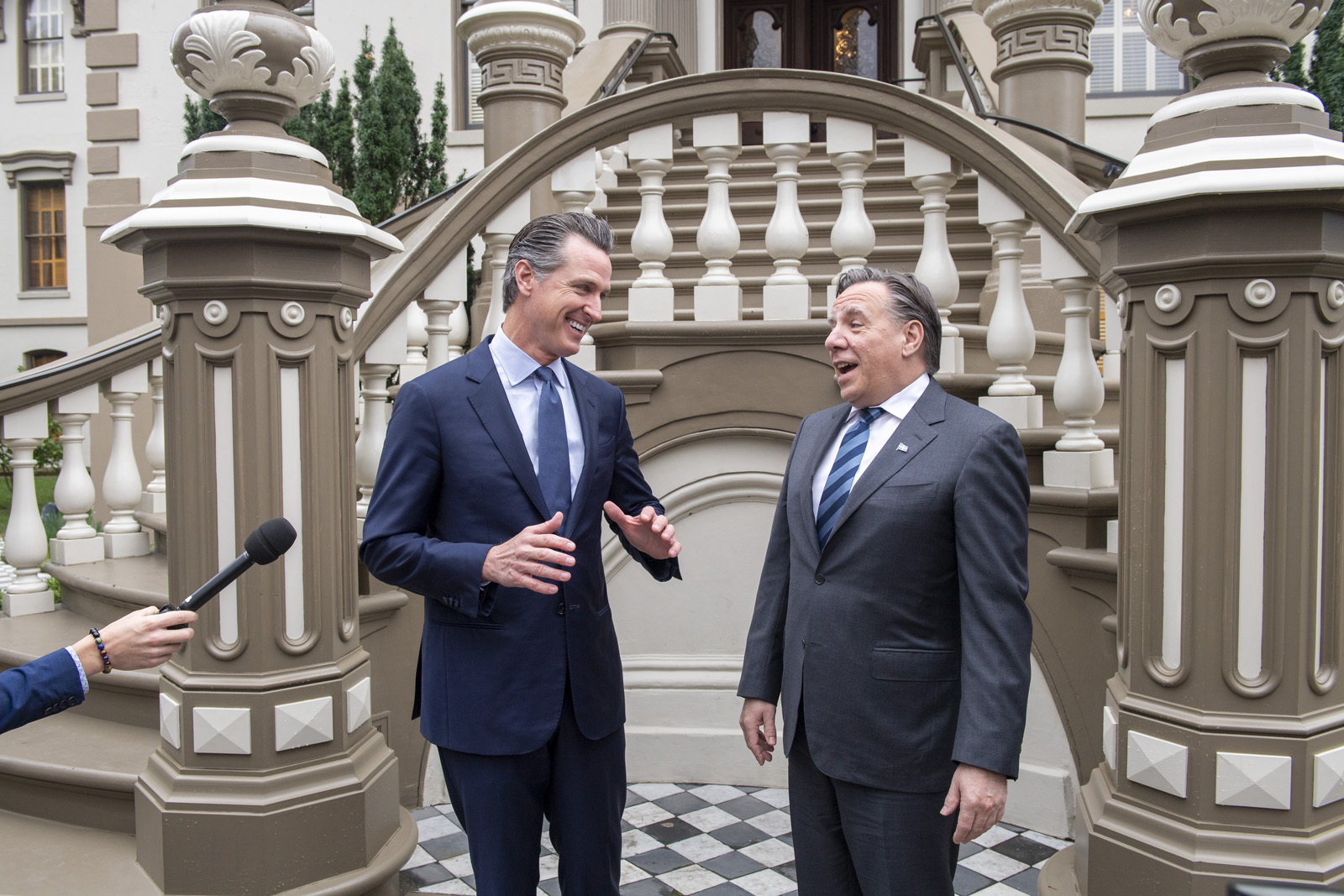
Reunión del gobernador Gavin Newsom con François Legault, primer ministro de Quebec, en la mansión de Stanford.

En 1978, el gobierno de California adquirió la propiedad para usarla como parque estatal. Las Hermanas de los Servicios Sociales permanecerían en el terreno hasta 1987, cuando los Parques Estatales de California designaron la mansión y las tierras circundantes inmediatas como un parque histórico estatal. Tras la decisión del estado, el Servicio de Parques Nacionales declaró la mansión como Monumento Histórico Nacional el 28 de mayo de 1987. No fue hasta septiembre de 2005 que la mansión finalmente estaría abierta a visitas públicas, después de 22 millones de dólares en renovación y rehabilitación.
La mansión es también el centro de recepción oficial del estado para líderes de todo el mundo.
Antes de la reapertura de la mansión, California no tenía un lugar para albergar funciones oficiales durante casi 40 años. Hoy en día, el gobierno de California utiliza con frecuencia la mansión para albergar a dignatarios extranjeros. El gobernador también conserva una oficina en la mansión. Se ofrecen recorridos por la mansión todos los días, pero pueden verse afectados por funciones oficiales en nombre de la Oficina del Gobernador o el liderazgo de la Legislatura del Estado de California.

### Restauración

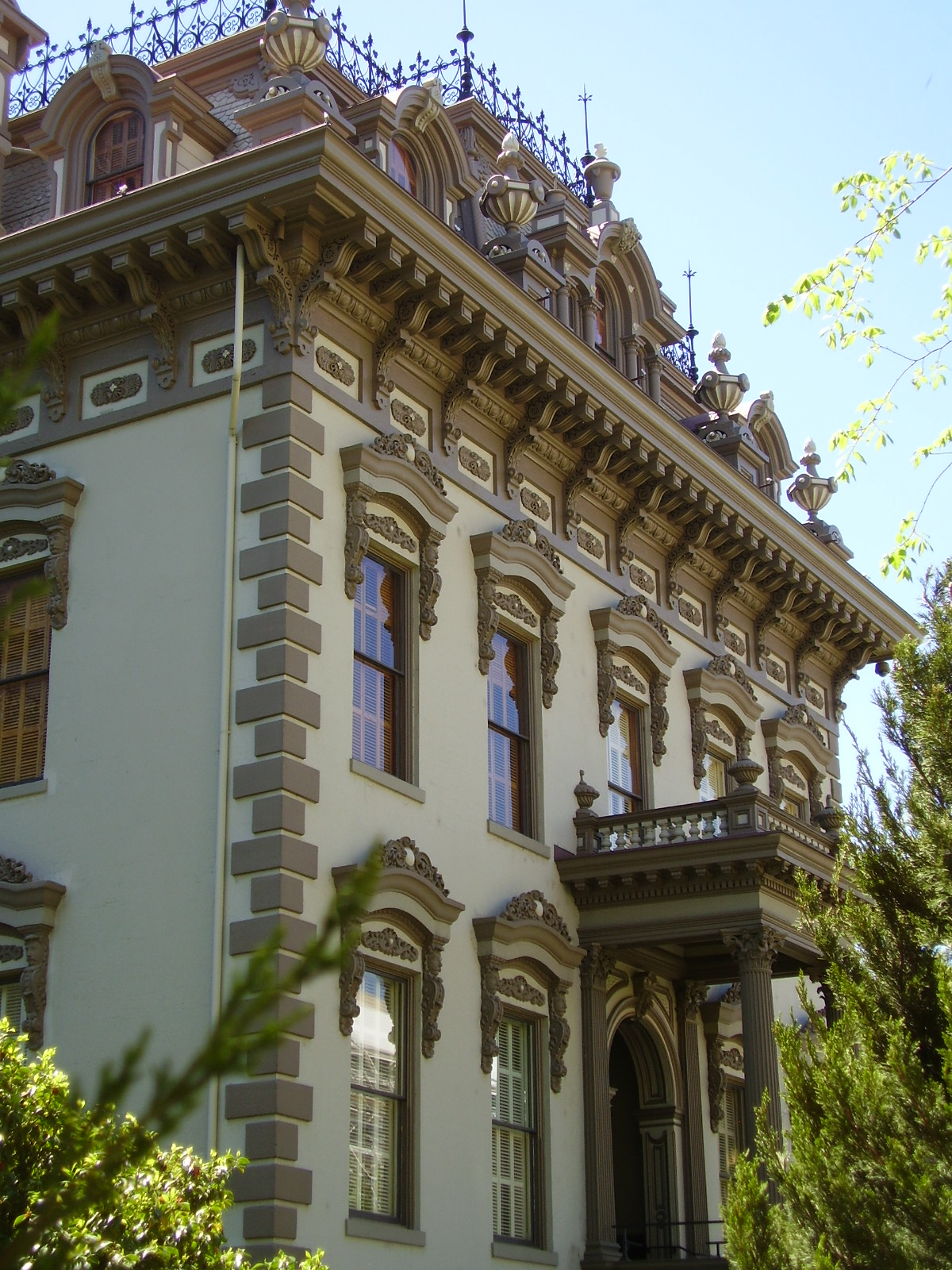
La mansión está construida en estilo renacentista.

A partir de 1991, con la ayuda del empresario de Sacramento y ex profesor de la Universidad de Stanford Peter McCuen, la mansión de Stanford se sometió a una renovación de 14 años a un costo de 22 millones de dólares (41,3 millones de 2019 ). La restauración precisa de la casa y sus habitaciones fue ayudada por un estudio extenso de la casa en 1986 a través del Servicio de Edificios Históricos de Estados Unidos, y a través de una gran colección de fotografías de la casa tomadas en 1868 por Alfred A. Hart, y nuevamente en 1872. por Eadweard Muybridge.
Las reparaciones y restauración se completaron en 2005, cuando la mansión se abrió al público. California State Parks ofrece visitas guiadas a través de la casa completamente renovada. Las habitaciones de la casa han sido restauradas a su apariencia de 1872. La mansión Leland Stanford es físicamente accesible, incluidos los jardines, el centro de visitantes y los baños. Los ascensores brindan acceso a los pisos superiores de la ruta turística de la mansión. Un modelo táctil de la mansión también está disponible en el Centro de visitantes.